# Pouligny Saint-Pierre
A Pouligny Saint-Pierre francia kecskesajt. Franciaország Berry nevű vidékén honos. Zsírtartalma 45%-os. Állaga lágy, kérge természetes. Szokásos formája 8*8 cm-es alapon álló, 9 cm magas csonkagúla, súlya 250 gr körül van. Íze kellemes, jellegzetes szalmaillata van. Három-öt hétig érlelik. Platánlevélbe csomagolva is kínálják.

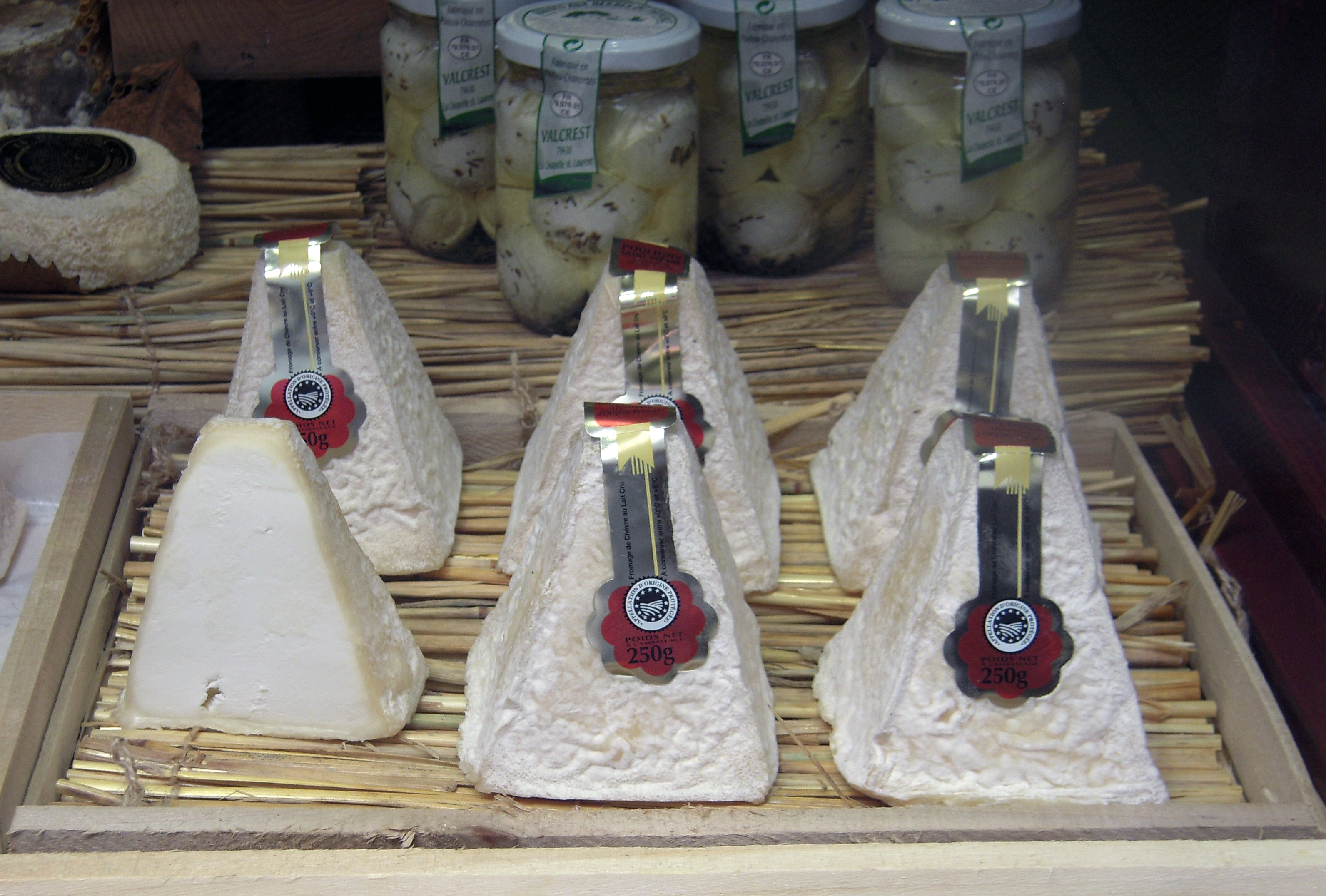
Pouligny Saint-Pierre sajtok